# Frontier Communications
Pour les articles homonymes, voir Frontier.
Frontier Communications, anciennement Citizens Communications Company, est le septième plus important fournisseur de services de télécommunications locaux aux États-Unis. Ses services, commercialisés dans 24 états sous la marque "Frontier", incluent la téléphonie locale et longue distance, les transmissions de données, l'accès à l'internet, des services d'annuaire et la diffusion de programmes de télévision. Son réseau d'accès comporte 2,8 millions de lignes. Citizens Communications fournit également des services voix et données mobiles sur certains marchés.

## Position sur le marché
Citizens Communications est un opérateur de services locaux historique IOC en situation de quasi-monopole sur un certain nombre de territoires situés en zones rurales et dans des agglomérations de taille petite à moyenne. La société est indépendante des grandes compagnies de téléphone locales historiques RBOC telles que AT&T, Verizon ou Qwest.

## Historique
Les services de Citizens Communications sur ses territoires historiques étaient précédemment connus du public sous le nom de "Rochester Telephone Company" (RTC). Très souvent à Rochester dans l'État de New York, les équipements sont encore étiquetés sous ce nom. RTC était également le propriétaire de nombreuses compagnies de téléphones sur le territoire de l'État de New York, notamment la Walden Telephone Company, la Highland Telephone Company et la AuSable Telephone Company. RTC possédait d'autres filiales en dehors de l'État de New York, notamment dans l'agglomération urbaine de Minneapolis dans l'État du Minnesota.
Au cours des années 1990, RTC a construit un réseau longue distance haut débit à base de fibres optiques ce qui a eu pour incidence d'aiguiser l'intérêt d'opérateurs plus importants qui cherchaient à faire des acquisitions dans ce domaine.
En 1995, RTC est rebaptisé "Frontier Communications", dans le but de lui donner une dimension nationale.
En 1999, Les opérateurs longue distance Qwest et Global Crossing se livrent une bataille dans le but d'acquérir "Frontier Communications", et plus particulièrement son réseau optique longue distance. Finalement Global Crossing est le mieux disant.
En 2001, Proche de la faillite, Global Crossing revend l'activité boucle locale au groupe Citizens Communications. Cette activité comprend environ 1,1 million de lignes téléphoniques (accès) en Alabama, Floride, Géorgie, Illinois, Indiana, Iowa, Michigan, Minnesota, Mississippi, New York, Pennsylvanie, et Wisconsin. La marque "Frontier" est encore utilisée aujourd'hui en raison de sa grande notoriété.
En février 2006, Citizens Communications vend Electric Lightwave (ELI) à Integra Telecom, dans le cadre d'une transaction financière estimée à 243 millions USD en numéraire plus approximativement 4 millions USD en contrat de location-acquisition. Integra Telecom Inc. est un opérateur de boucle locale alternatif (CLEC). ELI est un opérateur de boucle locale alternatif (CLEC) qui fournit des services aux entreprises et aux autres opérateurs dans un certain nombre d'agglomérations dans les états de l'ouest des États-Unis au moyen de 8 réseaux MAN optiques, un réseau backbone internet, un réseau fibre haut débit optique longue portée.
En septembre 2006, Citizens Communications rachète Commonwealth Telephone Enterprises (CTE) dans le cadre d'une transaction financière estimée à 1,16 milliard USD par échange d'actions et en numéraire. CTE est un opérateur local historique IOC présent en Pennsylvanie. Le nouvel ensemble devient la septième plus importante compagnie de téléphone local aux États-Unis, avec un chiffre d'affaires consolidé de $2,4 milliards USD, 2,6 million de lignes d'accès, 388.000 abonnés à l'internet haut débit et 6,600 collaborateurs.
En novembre 2006, Citizens Communications lance une offre de services Wi-Fi dans un certain nombre de marchés locaux.
En juin 2007, Citizens Communications annonce être l'un des premiers opérateurs dans le monde à déployer dans son réseau une infrastructure Ethernet pour Opérateur basée sur la nouvelle technologie Provide Backbone Transport (PBT) fournie par le géant canadien Nortel. Cette nouvelle infrastructure doit permettre d'offrir à moindre coût des services à haut débit et à qualité de services garantie aux entreprises.
En 2009, Frontier Communications acquiert pour 8,6 milliards de dollars, dette incluse, des activités de télécommunications fixe à Verizon.
En décembre 2013, AT&T annonce la vente de son réseau au Connecticut à Frontier pour 2 milliards de dollars.
En février 2015, Frontier Communications acquiert pour 10,54 milliards de dollars des activités de télécommunications fixe situés en Floride, en Californie et au Texas à Verizon.

Logo de l'entreprise de 2016 à 2022

En mai 2019, Frontier annonce la vente de ses activités dans les 4 États de Washington, de l'Oregon, de l'Idaho et du Montana, au fonds d'investissement WaveDivision pour 1,35 milliard de dollars dans le but de se désendetter, ayant une dette de 16,5 milliards de dollars.
En avril 2020, Frontier dépose son bilan et demande la protection du "Chapter 11".
En septembre 2024, Verizon annonce l'acquisition pour 20 milliards de dollars de Frontier Communications, lui permettant d'acquérir 2,2 millions de clients fibres, alors qu'il n'a que 7,4 millions de clients fibre.

## Actionnaires
Liste des principaux actionnaires au 19 mars 2022 :
| Actionnaire                                             | %      |
| ------------------------------------------------------- | ------ |
| Ares Management                                         | 14,4 % |
| Glendon Capital Management                              | 8,69 % |
| Cerberus Capital Management                             | 8,60 % |
| The Vanguard Group                                      | 8,48 % |
| en:Silver Point Capital                                 | 3,77 % |
| Capital Research & Management (International Investors) | 3,74 % |
| Empyrean Capital Partners                               | 2,97 % |
| Beach Point Capital Management                          | 2,66 % |
| Antipodes Partners                                      | 2,64 % |
| Taconic Capital Advisors                                | 2,55 % |